# Leonardo Pieraccioni
Leonardo Pieraccioni (ur. 17 lutego 1965 we Florencji) – włoski aktor i reżyser.

## Życiorys
Razem z przyjaciółmi Giorgio Panariello i Carlo Conti założył trio komików „Fratelli d’Italia”. Współpracował przy realizacji programu Vernice Fresca. W telewizji zadebiutował pod koniec lat '80 biorąc udział w programie DeeJay Television, a następnie w Fantastico Z Raffaellą Carrà i Johnny Dorelli.
Po występach w kabarecie, pojawił się w teatrze ze swoim przedstawieniem Leonardo Pieraccioni Show (1990). W następnym roku wystąpił w swoim pierwszym filmie reżysera Alessandro Benvenuti Zitti e mosca.
Sukcesy filmów Villaggio vacanze Pieraccioni i Fratelli d’Italia, skłoniły go do spróbowania reżyserowania filmów, czego wynikiem był film I laureati 1995.
Kolejnym filmem, który wyreżyserował i do którego napisał scenariusz, był Il ciclone 1996 oraz w 1997 Fuochi d'artificio.
Następnie nakręcił filmy Il pesce innamorato (1999) i Il principe e il pirata (2001), które jednak nie powtórzyły sukcesów swoich poprzedników. Pieraccioni wrócił w 2003 filmem Il paradiso all'improvviso.
Kolejnymi filmami były w 2005 Ti amo in tutte le lingue del mondo, w 2007 Una moglie bellissima.
, w 2009 Io & Marilyn, w 2011 Finalmente la felicità. Jego ostatni film to Un fantastico via vai.
Pieraccioni od 1998 jest również autorem opowiadań. Jego historie charakteryzują się często gorzkim humorem i smutkiem.

## Filmografia

### Reżyser, aktor i scenarzysta
- I laureati (1995)
- Il ciclone (1996)
- Fuochi d'artificio (1997)
- Il pesce innamorato (1999)
- Il principe e il pirata (2001)
- Il paradiso all'improvviso (2003)
- Ti amo in tutte le lingue del mondo (2005)
- Una moglie bellissima (2007)
- Io & Marilyn (2009)
- Finalmente la felicità (2011)
- Un fantastico via vai (2013)
- Il professor Cenerentolo (2015)
- Se son rose (2018)

### Aktor
- Zitti e mosca, reżyser Alessandro Benvenuti (1991)
- Bonus malus, reżyser Vito Zagarrio (1993)
- Miracolo italiano, reżyser Enrico Oldoini (1994)
- Viola bacia tutti, reżyser Giovanni Veronesi (1998) – Cameo
- Il mio West, reżyser Giovanni Veronesi (1998)

### Scenarzysta
- Il mio West, reżyser Giovanni Veronesi (1998)